# San Jose Earthquakes
O San Jose Earthquakes é um clube de futebol profissional estadunidense sediado em San José, Califórnia. O time compete na Major League Soccer (MLS) pela Conferência Oeste. Manda seus jogos no PayPal Park para cerca de 18.000 pessoas. Anteriormente conhecido como San Jose Clash, o clube começou a jogar em 1996 junto com a criação da liga e fez parte do primeiro jogo da história da liga, vencendo o D.C. United por 1 a 0. O Earthquakes já conquistou duas MLS Cup e dois Supporters' Shield. O time possui uma forte rivalidade com o LA Galaxy, conhecido como California Clásico.

## História

### Franquia original (1974–1988)
Em 1974, os Earthquakes se tornaram uma franquia da North American Soccer League, onde competiram durante a curta existência da liga. Jogando fora de San José, os Earthquakes receberam jogadores de classe mundial como George Best em seu próprio elenco.

### Fundação e primeiros anos (1994–1999)
Em 1994, Daniel Van Voorhis, ex-proprietário do San Jose Hawks da American Professional Soccer League, liderou com sucesso um grupo de lances de San José em que foi premiado com uma das equipes inaugurais da Major League Soccer. Enquanto isso, uma conexão direta com os primeiros Earthquakes veio na pessoa de Peter Bridgwater, nomeado como gerente geral da equipe da MLS. Embora Bridgwater ainda possuísse os direitos do nome e logotipo dos Earthquakes, a equipe ficou conhecida como "San Jose Clash" por meio da Nike, uma grande investidora na MLS.
O San Jose foi parte integrante do lançamento da MLS, hospedando o jogo inaugural da liga no Spartan Stadium diante de uma multidão de 31.683 pessoas em 6 de abril de 1996. A multidão não saiu desapontada quando o  San Jose Earthquakes venceu seu primeiro jogo no primeiro gol na história da MLS de Eric Wynalda, derrotando o D.C. United por 1 a 0.

### Retorno dos Earthquakes (1999–2005)
O nome oficial da franquia mudou de Clash para Earthquakes em 27 de outubro de 1999, já que o nome histórico tinha melhor reconhecimento entre os fãs da área. O atacante Landon Donovan, emprestado do Bayer Leverkusen, rapidamente virou a estrela em campo dos Earthquakes, estimulando a maior reviravolta da temporada regular na história da liga (de 29 pontos em 2000 para 45 pontos em 2001) e levando a equipe a uma vitória por 2 a 1 na MLS Cup de 2001 na prorrogação sobre o arquirrival Los Angeles Galaxy. Os Quakes seguiram com dois vice-campeonatos consecutivos do Supporters' Shield e uma vitória por 4 a 2 na MLS Cup de 2003 sobre o Chicago Fire.
Tendo conquistado dois títulos da MLS Cup em três anos, os Earthquakes estavam preparados para um maior sucesso dentro e fora do campo. No entanto, em janeiro de 2004, o gerente geral Johnny Moore, cujas raízes com o clube datam de seus dias como jogador do Earthquakes da NASL, renunciou depois que os donos do Quakes, Anschutz Entertainment Group (AEG), e a MLS consideraram permitir que a equipe fosse renomeada como "San Jose America" (com a propriedade para transferir para os proprietários do Club América do México). Os fãs ficaram indignados com a proposta de renomeação  poucos meses após a MLS Cup. O ex-zagueiro do Los Angeles Galaxy, Alexi Lalas, foi nomeado substituto de Moore. Sob a gestão de Lalas, o clube planejou uma mudança para Houston. Enquanto isso, quando o jogador estrela dos Quakes, Landon Donovan, jogava brevemente na Alemanha, Lalas trocou seus direitos, permitindo que a ex-equipe de Lalas, o Galaxy, o adquirisse.
No campo, o técnico Dominic Kinnear levou a equipe a mais duas aparições nos playoffs, incluindo uma vitória no Supporters' Shield em 2005.

### Hiato (2006–2008)
Após a conclusão da temporada de 2005, o proprietário dos Earthquakes, Anschutz Entertainment Group (AEG), recebeu permissão para potencialmente mudar a equipe se um comprador local não pudesse ser encontrado dentro de uma janela de 30 dias. Depois que um plano liderado pela cidade para construir um estádio específico de futebol foi rejeitado, a AEG anunciou em 15 de dezembro que a equipe se mudaria para Houston para a temporada de 2006. A MLS anunciou que o nome, as cores, o logotipo, a marca, a história e os registros competitivos dos Earthquakes não seriam transferidos para ser usado por um futuro time de San José. A franquia de San José foi oficialmente colocada em hiato enquanto os jogadores, o treinador Dominic Kinnear e parte de sua equipe técnica foram transferidos para Houston; a equipe foi inicialmente chamada de Houston 1836 e mais tarde Houston Dynamo. O Houston Dynamo é tecnicamente considerado uma nova franquia pela MLS.

### Retorno do San Jose Earthquakes
Em 18 de julho de 2007, foi anunciado oficialmente que o Earthquakes irá retornar à MLS na temporada de 2008. O técnico da equipe é, desde 5 de Novembro de 2007, o ex-jogador canadense Frank Yallop, que já havia dirigido a equipe com sucesso em 2001 e 2003 quando conquistou nesses anos a MLS Cup. Sua volta oficial se deu em 3 de abril de 2008, quando perdeu para o Los Angeles Galaxy, de David Beckham, por 2 a 0 . Na temporada de retorno ficou em penúltimo lugar. Na temporada 2010-11 o San José fez grandes investimentos no futebol brasileiro trazendo jogadores da base de times paulistas,como o jovem atacante Ualisson Villa e o zagueiro Ricardo Mello ambos da base da Portuguesa.

## Títulos
| NACIONAIS      | NACIONAIS          | NACIONAIS | NACIONAIS  |
|                | Competição         | Venceu    | Temporadas |
| -------------- | ------------------ | --------- | ---------- |
|                | MLS Cup            | 2         | 2001, 2003 |
|                | Supporters' Shield | 2         | 2005, 2012 |
| REGIONAIS      |                    |           |            |
|                | Competição         | Venceu    | Temporadas |
| Estados Unidos | Conferência Oeste  | 1         | 2003       |

### Outros troféus
- California Clásico (5): 1997, 2001, 2005, 2010, 2012
- MLS Fair Play Award (2): 2001, 2010
- Carolina Challenge Cup (2): 2005, 2008
- Heritage Cup (2): 2009, 2012